# Cephalaralia cephalobotrys
Cephalaralia es un género monotípico de fanerógamas perteneciente a la familia  Araliaceae, que comprende una única especie: Cephalaralia cephalobotrys Harms.
Es una planta de guía o enredadera endémica de Australia.

## Taxonomía
Cephalaralia cephalobotrys fue descrita por (F.Muell.) Harms y publicado en Botanische Jahrbücher für Systematik, Pflanzengeschichte und Pflanzengeographie 23: 23. 1896.
Sinónimos
- Aralia cephalobotrys (F.Muell.) Harms
- Nothopanax cephalobotrys (F.Muell.) Seem.
- Panax cephalobotrys F.Muell.[4]